# Pojana Maggiore
Pojana Maggiore là một đô thị tại tỉnh Vicenza ở vùng Veneto, Ý.
Đây là địa điểm của Villa Pojana, được thiết kế bởi kiến trúc sư Renaissance, Andrea Palladio. Thị trấn này nổi tiếng về nông nghiệp. Khu vực này bao quanh bởi các xã khác của Noventa Vicentina và Montagnana.